# Долно Седларце
Долно Седларце или Долно Седларци (на македонска литературна норма: Долно Седларце; на албански: Sedllarci i Poshtëm) е село в Северна Македония, в Община Бървеница.

## География
Селото е разположено в областта Горни Полог на левия бряг на Вардар.

## История
В края на XIX век Долно Седларце е българско село в Тетовска каза на Османската империя. Андрей Стоянов, учителствал в Тетово от 1886 до 1894 година, пише за селото:
| „ | С. Долнйо-Сѣдларце — има 10 кѫщи и е чифликъ. При развалинитѣ на старата си църква селенитѣ колятъ курбанъ на зимни св. Атанасъ. Въ по-старо время на рогата на приготвенитѣ за жертва животни палели вощени свѣщи и карали священника си да прочете по нѣкоя молитва надъ тѣхъ и тогава ги закаляли; сега свѣщитѣ сѫ оставени и животнитѣ се колятъ прѣди да дойде священника въ селото. | “ |

Според статистиката на Васил Кънчов („Македония. Етнография и статистика“) от 1900 година Долно Седларци е село, населявано от 40 българи християни.
Според Афанасий Селишчев в 1929 година Долно Седларце е село в Бървенишка община (с център в Жеровяне) в Долноположкия срез и има 17 къщи със 108 жители българи и албанци.
Според преброяването от 2002 година селото има 693 жители.
| Националност | Всичко |
| македонци    | 690    |
| албанци      | 0      |
| турци        | 0      |
| роми         | 0      |
| власи        | 0      |
| сърби        | 3      |
| бошняци      | 0      |
| други        | 0      |